# Thaumasia strandi
Thaumasia strandi là một loài nhện trong họ Pisauridae.
Loài này thuộc chi Thaumasia. Thaumasia strandi được Lodovico di Caporiacco miêu tả năm 1947.